# ويت دي ويذ
ويت دي ويذ (بالهولندية: Witte Corneliszoon de With)‏ هو عسكري هولندي، ولد في 28 مارس 1599 في بريله في هولندا، وتوفي في 8 نوفمبر 1658 في أوريسند في السويد بسبب قتل في المعركة.